# Chambrecy
Chambrecy település Franciaországban, Marne megyében. Lakosainak száma 147 fő (2022. január 1.). Chambrecy Sarcy, Bligny, Champlat-et-Boujacourt, Chaumuzy és Ville-en-Tardenois községekkel határos.

## Népesség
A település népességének változása:
| Lakosok száma | 85   | 87   | 75   | 131  | 143  | 144  | 148  | 147  | 149  | 147  |
|               | 1968 | 1982 | 1990 | 2006 | 2013 | 2015 | 2017 | 2019 | 2020 | 2022 |